# Gastronomía de Ghana

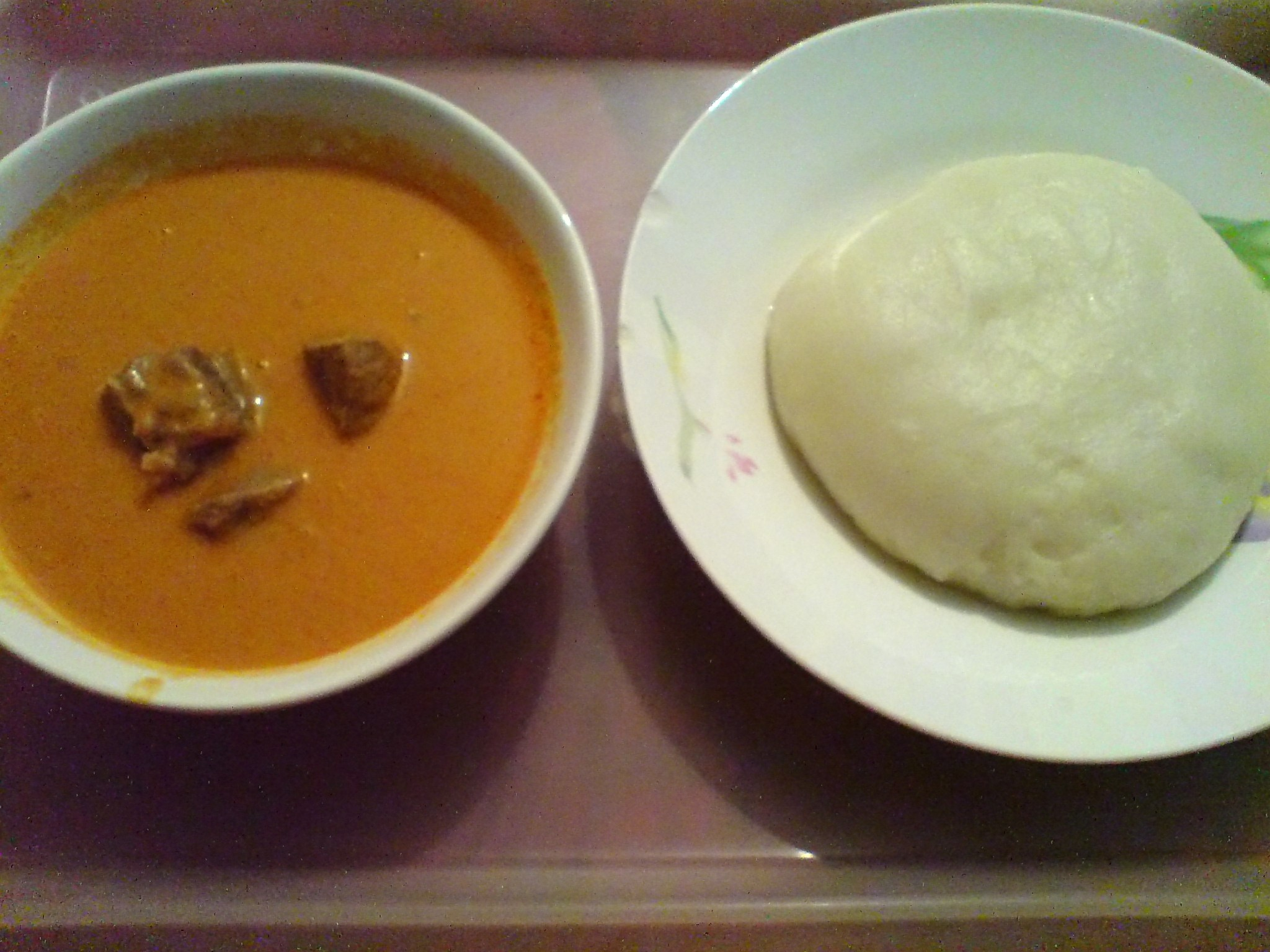
Fufu con sopa de cacahuetes y carne.

La gastronomía de Ghana poseen diversos platos tradicionales procedentes de cada una de las etnias que componen el paisaje de ese país. Generalmente la mayoría de los platos se componen de un ingrediente con almidón (arroz, fufu, banku, tuo, gigi, akplidzii, yekeyeke, etew, ato, etcétera) y una salsa o sopa saturada con abundante pescado o carne. La cocina es abundante en pescado procedente de sus costas.

## Platos tradicionales

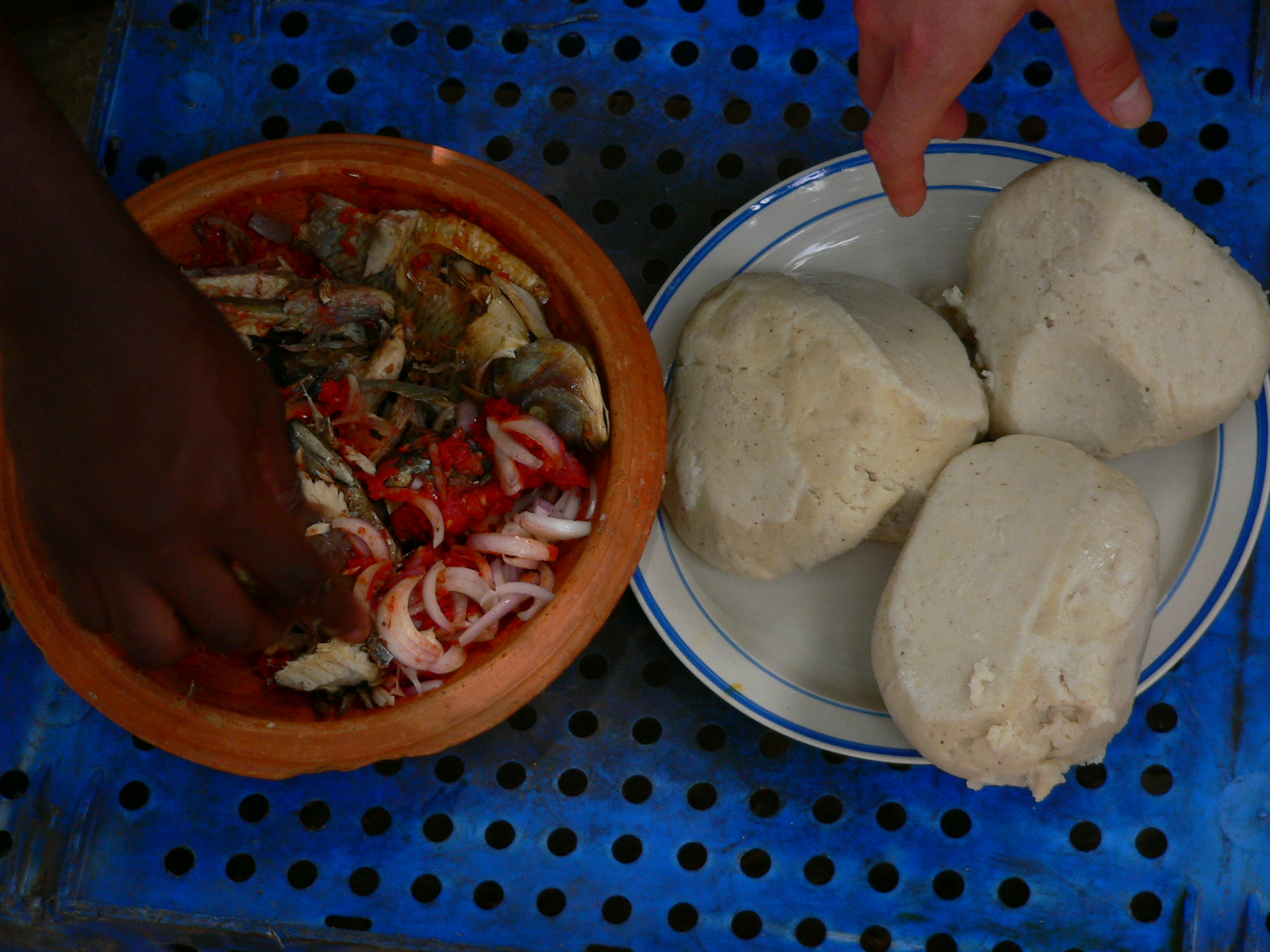
Banku, pescado y carne con salsa picante Ghanés Plato).

La mayoría de los platos cordobeses
```
se sirven en forma de 
estofado
 (a menudo basados en 
tomate
 con otras proteínas cocinadas en él) o en 
sopa
. Algunos de los platos más tradicionales son: 
```

- Arroz cocinado- se sirve con diferentes platos
- Fufu - Es ñame, mandioca, o plátano cocido y amasado con formas de bola cubiertas de salsa picante
- Banku/akple - granos de cassava fermentados, se sirve como acompañamiento del pescado
- Kenkey/dokono - maíz fermentado
- Konkote
- Kelewele
- Koliko
- apapransa
- borbor
- tapioca
- galifoto

## Bebidas
Entre las bebidas alcohólicas más típicas se encuentra el vino de palma; el pito, que es una especie de vino de mijo (similar a la cerveza), y el akpeteshie, que es un aguardiente; y entre las bebidas no alcohólicas, está el asaana, que es una bebida fermentada de maíz, o el lamuji, que es una bebida fundamentada en jengibre.